# Cerreto Grue
Cerreto Grue – miejscowość i gmina we Włoszech, w regionie Piemont, w prowincji Alessandria.
Według danych na styczeń 2010 gminę zamieszkiwało 318 osób przy gęstości zaludnienia 66,5 os./1 km².